# 上纽米
上紐米（英語：Upper Niumi）是西非國家甘比亞北岸區轄下的6個縣之一。根據甘比亞官方於2013年所作的人口普查結果顯示，居住於上紐米的總人口數為25542人。